# Baloise Belgium Tour
Baloise Belgium Tour, do 2012 Ronde van België – wieloetapowy wyścig kolarski rozgrywany od 1908 w Belgii.
Pierwsza edycja imprezy odbyła się w 1908. Do końca lat 70. XX wieku wyścig organizowano corocznie z wyjątkiem przerw związanych z działaniami wojennymi (1915–1918 oraz 1940–1944). W latach 80. XX wieku trzykrotnie nie doszedł on do skutku (1982–1983 i 1987), a następnie w latach 1991–2001 zawieszono go całkowicie, by w 2002 powrócić do corocznej organizacji wyścigu (z wyjątkiem edycji z 2020, która została odwołana).
Reaktywowany w 2002 wyścig został włączony do kalendarza UCI z kategorią 2.3, a w 2004 otrzymał kategorię 2.2. W 2005 dołączył do cyklu UCI Europe Tour z kategorią 2.1, a od 2009 otrzymał kategorię 2.HC. Od 2020 Baloise Belgium Tour znalazł się w cyklu UCI ProSeries z kategorią 2.Pro.
Wyścig do 2012 nosił nazwę Ronde van België, od 2013 przemianowano go na Baloise Belgium Tour.

## Zwycięzcy
Opracowano na podstawie:
| Rok  | Pierwsze              | Drugie                  | Trzecie                 |
| ---- | --------------------- | ----------------------- | ----------------------- |
| 1908 | Lucien Petit-Breton   | Gustave Garrigou        | Eugène Platteau         |
| 1909 | Paul Duboc            | Jean Alavoine           | Cyrille van Hauwaert    |
| 1910 | Jules Masselis        | Henri Devroye           | Nestor Rosart           |
| 1911 | René Vandenberghe     | Eugène Christophe       | Maurice Léturgie        |
| 1912 | Odile Defraye         | Henri Pélissier         | André Blaise            |
| 1913 | Dieudonné Gauthy      | Émile Masson            | Marcel Buysse           |
| 1914 | Louis Mottiat         | Jean Rossius            | Paul Deman              |
| 1919 | Émile Masson          | Hector Heusghem         | Jules Van Hevel         |
| 1920 | Louis Mottiat         | Albert Dejonghe         | Léon Despontin          |
| 1921 | René Vermandel        | Émile Masson            | Jules Van Hevel         |
| 1922 | René Vermandel        | Émile Masson            | Théophile Beeckman      |
| 1923 | Émile Masson          | Félix Sellier           | Nicolas Frantz          |
| 1924 | Félix Sellier         | Nicolas Frantz          | Adelin Benoît           |
| 1925 | Denis Verschueren     | Maurice De Waele        | Auguste Verdijck        |
| 1926 | Jean De Busschere     | Félix Sellier           | Maurice Depauw Sr.      |
| 1927 | Léopold-Albert Matton | Rémy Van Impe           | Joseph Dervaes          |
| 1928 | Jules Van Hevel       | Julien Delbecque        | René Vermandel          |
| 1929 | Armand Van Bruaene    | Maurice De Waele        | Raymond Decorte         |
| 1930 | Émile Joly            | Émile Decroix           | Hector Van Rossem       |
| 1931 | Maurice De Waele      | Kamiel De Graeve        | Jean Wauters            |
| 1932 | Léon Louyet           | Jan-Jozef Horemans      | Eugène Gijbels          |
| 1933 | Jean Aerts            | Alfons Deloor           | Georges Ronsse          |
| 1934 | François Gardier      | Antoine Dignef          | Alfons Deloor           |
| 1935 | Jef Moerenhout        | Henri Garnier           | Jean Wauters            |
| 1936 | Émile Decroix         | Robert Wierinckx        | Frans Bonduel           |
| 1937 | Adolf Braeckeveldt    | René Walschot           | Georges Christiaens     |
| 1938 | François Neuville     | Albert Ritserveldt      | Frans Demondt           |
| 1939 | Joseph Somers         | Antoine Dignef          | Maurice Clautier        |
| 1945 | Norbert Callens       | Sylvain Grysolle        | Désiré Keteleer         |
| 1946 | Albert Ramon          | Jan Engels              | Julien Hamelryckx       |
| 1947 | Maurice Van Herzele   | Albert Ramon            | Emiel Rogiers           |
| 1948 | Stan Ockers           | Lucien Mathys           | André Declerck          |
| 1949 | Ernest Sterckx        | Raymond Impanis         | Roger Gyselinck         |
| 1950 | Albert Dubuisson      | René Oreel              | Roger Gyselinck         |
| 1951 | Lucien Mathys         | Marcel De Mulder        | Omer Braeckeveldt       |
| 1952 | Henri Van Kerckhove   | Marcel De Mulder        | Georges Vermeersch      |
| 1953 | Florent Rondelé       | Briek Schotte           | Pino Cerami             |
| 1954 | Henri Van Kerckhove   | Rik Van Looy            | Marcel Hendrickx        |
| 1955 | Alex Close            | Marcel Ernzer           | Richard Van Genechten   |
| 1956 | André Vlayen          | Jef Planckaert          | Jean Brankart           |
| 1957 | Pino Cerami           | Jean Vliegen            | Firmin Bral             |
| 1958 | Noël Foré             | Armand Desmet           | Jan Zagers              |
| 1959 | Armand Desmet         | Pieter Van Der Plaetsen | Kamiel Buysse           |
| 1960 | Alfons Sweeck         | André Messelis          | Willy Truye             |
| 1961 | Rik Van Looy          | Armand Desmet           | Willy Schroeders        |
| 1962 | Noël Foré             | Peter Post              | Guillaume Van Tongerloo |
| 1963 | Peter Post            | Huub Zilverberg         | Franz De Mulder         |
| 1964 | Benoni Beheyt         | Peter Post              | Gilbert Desmet          |
| 1965 | Jean Stablinski       | Gilbert Desmet          | Roger De Breuker        |
| 1966 | Vittorio Adorni       | Rolf Wolfshohl          | Jos Huysmans            |
| 1967 | Carmine Preziosi      | Herman Van Springel     | Jan Janssen             |
| 1968 | Wilfried David        | Marinus Wagtmans        | Herman Van Springel     |
| 1969 | Eric De Vlaeminck     | Wim Schepers            | Herman Van Springel     |
| 1970 | Eddy Merckx           | Walter Godefroot        | Eric De Vlaeminck       |
| 1971 | Eddy Merckx           | Herman Van Springel     | Ferdinand Bracke        |
| 1972 | Roger Swerts          | Willy De Geest          | Joop Zoetemelk          |
| 1973 | Leif Mortensen        | Herman Van Springel     | René Pijnen             |
| 1974 | Roger Swerts          | Ronald De Witte         | Ferdinand Bracke        |
| 1975 | Freddy Maertens       | Michel Pollentier       | Frans Verbeeck          |
| 1976 | Michel Pollentier     | Wilfried David          | Freddy Maertens         |
| 1977 | Walter Planckaert     | Guido Van Sweevelt      | Cees Priem              |
| 1978 | André Dierickx        | Freddy Maertens         | Dietrich Thurau         |
| 1979 | Daniel Willems        | Herman Van Springel     | Alfons De Wolf          |
| 1980 | Gerrie Knetemann      | Daniel Willems          | Francesco Moser         |
| 1981 | Ad Wijnands           | Ronny Claes             | Gery Verlinden          |
| 1984 | Eddy Planckaert       | Marc Sergeant           | Ronny Van Holen         |
| 1985 | Ludo Peeters          | Phil Anderson           | Rudy Matthijs           |
| 1986 | Nico Emonds           | Marc Sergeant           | Nico Verhoeven          |
| 1988 | Frans Maassen         | Eric Van Lancker        | Allan Peiper            |
| 1989 | Sean Yates            | Frans Maassen           | Johan Museeuw           |
| 1990 | Frans Maassen         | Władimir Pulnikow       | Adriano Baffi           |
| 2002 | Bart Voskamp          | Ludo Dierckxsens        | Sylvain Chavanel        |
| 2003 | Michael Rogers        | Bart Voskamp            | Robert Bartko           |
| 2004 | Sylvain Chavanel      | Bart Voskamp            | Max van Heeswijk        |
| 2005 | Tom Boonen            | Bert Roesems            | Linas Balčiūnas         |
| 2006 | Maarten Tjallingii    | Sébastien Rosseler      | Max van Heeswijk        |
| 2007 | Władimir Gusiew       | Maarten Tjallingii      | Leif Hoste              |
| 2008 | Stijn Devolder        | Greg Van Avermaet       | Siergiej Iwanow         |
| 2009 | Lars Boom             | Koos Moerenhout         | Dominique Cornu         |
| 2010 | Stijn Devolder        | Dominique Cornu         | Bram Tankink            |
| 2011 | Philippe Gilbert      | Greg Van Avermaet       | Björn Leukemans         |
| 2012 | Tony Martin           | Lieuwe Westra           | Carlos Barredo          |
| 2013 | Tony Martin           | Luis León Sánchez       | Philippe Gilbert        |
| 2014 | Tony Martin           | Tom Dumoulin            | Sylvain Chavanel        |
| 2015 | Greg Van Avermaet     | Tiesj Benoot            | Gaëtan Bille            |
| 2016 | Dries Devenyns        | Reto Hollenstein        | Stijn Vandenbergh       |
| 2017 | Jens Keukeleire       | Rémi Cavagna            | Tony Martin             |
| 2018 | Jens Keukeleire       | Jelle Vanendert         | Dion Smith              |
| 2019 | Remco Evenepoel       | Victor Campenaerts      | Tim Wellens             |
| 2021 | Remco Evenepoel       | Yves Lampaert           | Gianni Marchand         |
| 2022 | Mauro Schmid          | Tim Wellens             | Quinten Hermans         |
| 2023 | Mathieu van der Poel  | Søren Wærenskjold       | Casper Pedersen         |
| 2024 | Søren Wærenskjold     | Mathias Vacek           | Alex Aranburu           |